# Прошутинская, Кира Александровна
Ки́ра Алекса́ндровна Прошути́нская (в девичестве — Щедрович, род. 15 сентября 1945, Москва) — советская и российская телеведущая и телепродюсер. В партнёрстве с супругом Анатолием Малкиным создала телекомпанию ATV («Авторское Телевидение»).
Соавтор 132 программ для Первого канала («Останкино», позже — ОРТ), 4-го канала Останкино, ТВ-6, «РЕН ТВ», «ТНТ», «ДТВ», телеканала «Россия», «ТВ Центр», «НТВ», телеканала «Культура» и телеканала «Бибигон», среди которых: «Мир и молодёжь», «Оба-на!», «Дежурный по стране», «Ночной полёт», «Вместе», «Старая квартира», «Пойми меня», «Времечко», «Акуна Матата», «Эх, Семёновна!», «Мы», «В поисках утраченного», «Человек в маске», «Уроки русского чтения», «Пресс-клуб», «Народ хочет знать», «Жена».

## Биография

### Образование
Училась в школе № 496 г. Москвы, занималась музыкой, хореографией, фигурным катанием. В 1968 году окончила факультет журналистики МГУ по специальности «литературный сотрудник радио и телевидения».

### Карьера

#### Советский период
В 1967 году была принята в штат Молодёжной редакции Центрального телевидения Гостелерадио СССР на должность корреспондента.
С 1967 по 1981 год — редактор, старший редактор, комментатор, заместитель главного редактора Молодёжной редакции Центрального телевидения Гостелерадио СССР. Вела авторскую программу «А ну-ка, девушки!». Была автором и режиссёром программы «От всей души». Позднее (в 1980-е годы) продюсировала ряд популярных передач и считается автором информационной программы для молодёжи «12-й этаж».
В 1987 году была автором программы «Взгляд» (концепция и первые четыре выпуска в октябре; Александр Кондрашов в своей рецензии на книгу Евгения Додолева «„Взгляд“ — битлы перестройки» отметил: «в оборот вернулось много неизвестных или забытых фактов: то, что родителями программы были Анатолий Лысенко и Эдуард Сагалаев, знали все, но то, что первые выпуски „рожали“ Кира Прошутинская и Анатолий Малкин, — нет»). Некоторое время работала в кооперативе.
После ухода из «Взгляда» возглавила отдел публицистики Молодёжной редакции. В сентябре 1988 года совместно с Анатолием Малкиным создала АТВ.

#### Постсоветский период
- С 1989 по 1994 — ведущая авторской программы «Пресс-клуб» (в книге «Красная дюжина. Крах СССР: они были против» утверждается, что первое публичное употребление слова «журналюга» зафиксировано в эфире программы «Пресс-клуб» (в 1991 году) во время полемики между Александром Градским и Кирой Прошутинской[6][7]).
- С июня по ноябрь 1991 — заместитель директора телевизионной студии «Эксперимент» Всесоюзной государственной телерадиовещательной компании (ВГТРК).
- С 1991 по 1992 возглавляла ТО «Новая студия» РГТРК «Останкино».
- С 1992 по 1993 — директор «Новой студии».
- Руководитель программ «Мы» (1992—1999), «В поисках утраченного» (1993—2000).
- С 1993 по 1994 — главный редактор «Новой студии».
- С 1994 по 2013 — вице-президент и главный редактор независимой телевизионной компании «Авторское телевидение» (ATV)[8]. Является одним из учредителей ATV.
- С 1994 по 1996 — ведущая авторской программы «Мужчина и женщина» (ATV).
- С 1995 — художественный руководитель телекомпании «Новая студия».
- С 1996 года — руководитель публицистической программы «Старая квартира» (ATV).
- С февраля 1998 года по 2002 год — ведущая программы «Пресс-клуб».
- С 2004 по 2012 — ведущая программы «Народ хочет знать» на телеканале «ТВ Центр»[9]
- С сентября 2011 по декабрь 2019 года — автор и ведущая телепередачи «Жена. История любви» на телеканале «ТВ Центр».
- С 22 марта по 30 апреля 2019 года — автор и ведущая телепередачи «Он и Она» на телеканале «ТВ Центр».

## Награды
- Орден Дружбы (16 ноября 2011 года) — за большие заслуги в развитии отечественного телерадиовещания и многолетнюю плодотворную деятельность[10][11].
- Медаль ордена «За заслуги перед Отечеством» II степени (16 февраля 2007 года) — за заслуги в области культуры, печати, телерадиовещания и многолетнюю плодотворную работу[12].
- Благодарность Президента Российской Федерации (23 февраля 2018 года) — за заслуги в развитии отечественного телевидения[13].
- Благодарность Министра культуры и массовых коммуникаций Российской Федерации (12 сентября 2005 года) — в связи с 60-летием со дня рождения[14]
- Почётная грамота Московской городской думы (15 сентября 2010 года) — за заслуги перед городским сообществом[15].
- Государственная премия Российской Федерации в области литературы и искусства (9 июня 2000 года) — за художественно-публицистический цикл телепередач «Старая квартира»[16].
- Лауреат премии Союза журналистов СССР[17], премии «Лучший журналист-1993» московского Союза журналистов, «Человек-1993» (премия Русского биографического института).
- Лауреат премии «Серебряный гонг» за вклад в отечественную тележурналистику (1994)[18].
- В 1996 году избрана членом-корреспондентом Российской академии естественных наук.
- С 2001 года — член Академии российского телевидения[8].

## Семья
Трижды состояла в браке. С третьим мужем, Анатолием Малкиным — президентом и генеральным продюсером ATV — до декабря 2012 года.
Сын Андрей Прошутинский (от первого брака) работает на телевидении.